# Instituto de Aposentadoria e Pensões dos Bancários
O Instituto de Aposentadoria e Pensões dos Bancários (I.A.P.B.) foi um instituto previdenciário, criado no Brasil, em 1934, e extinto em 1966.
O hoje extinto I.A.P.B. foi o embrião de instituições muitíssimo maiores, e mais sofisticadas, de previdência, criadas posteriormente no país. Ele contemplava apenas a categoria dos bancários em suas atividades previdenciárias. Seus sucessores, tais como o INPS, o IAPAS, e o atual INSS, passaram a incluir várias categorias trabalhistas ao mesmo tempo. Sua criação em 1934, representou o início de toda uma história previdenciária no país, e que, nos dias de hoje, inclui até mesmo as instituições de previdência em âmbito privado.

## História
A primeira greve nacional dos bancários registrada na história do país, foi deflagrada em julho de 1934, com duração de três dias. As reivindicações almejavam a conquista de três direitos basicamente: aposentadoria aos 30 anos de serviço e 50 de idade, estabilidade(*) no emprego a partir de dois anos de trabalho, e criação de caixa única de aposentadoria e pensões. O país vivia a Era Vargas, a quem os bancários reiteradas vezes haviam reivindicado a criação do Instituto de Aposentadoria e Pensões dos Bancários.
Como decorrência da histórica paralisação, veio o resultado: pelo decreto-lei 24.615, de 9 de julho de 1934, nascia o I.A.P.B - o Instituto de Aposentadoria e Pensões dos Bancários.
(*) A razão da estabilidade no emprego decorreu da necessidade de prover fundos para o IAPB, já que com a rotatividade existente não haveria condições atuariais para mantê-lo.

## Estrutura
As caixas de previdência, até então existentes no Brasil, organizavam-se e geriam suas atividades previdenciárias, restritamente aos empregados de uma empresa. O I.A.P.B. foi constituído para conceder cobertura previdenciária não só a uma empresa, mas a toda uma categoria de trabalhadores, a categoria dos bancários, que fora a primeira categoria de trabalhadores no Brasil, a organizar-se, clamando por um sistema previdenciário mais sofisticado, e devidamente institucionalizado.
Mais tarde, em 26 de novembro de 1957, a Lei Nº 3.322 aperfeiçoou o seu funcionamento, que havia sido suspenso pelo Decreto-lei Nº 2.474 de 5 de agosto de 1940.
Na lei, o I.A.P.B. era subordinado ao Ministério do Trabalho Indústria e Comércio, por intermédio do Conselho Nacional do Trabalho, porém, na prática, era orientado, coordenado, e acompanhado de perto pelo Banco do Brasil, encarregado legal das arrecadações - que designara seu funcionário de carreira, e principal executivo dentro do instituto, Antonio Gonçalves de Menezes, falecido em março de 1958, para a gestão financeira, e de controle. No entanto, a regional do instituto em São Paulo, ao contrário do Rio de Janeiro, só em fevereiro de 1955, passou a ser comandada por um bancário, Alfredo Dal Monte, eleito por aclamação da categoria. Mas Dal Monte se manteve apenas um mês no cargo, tendo sido demitido pelo presidente da República Café Filho. O posto só lhe foi restituído por Juscelino Kubitschek, em 1958.
Após os anos JK, já em 1966, durante o governo militar foi instituído o FGTS (Fundo de Garantia por Tempo de Serviço), terminando com a estabilidade no emprego, e foi ainda criado o INPS (Instituto Nacional da Previdência Social), que reunia diversos institutos previdenciários. O I.A.P.B. foi então extinto definitivamente naquele mesmo ano.
Finalmente todos os efeitos do decreto criador do instituto, datado de 1934, bem como seus desdobramentos legais, foram revogados por decreto governamental de 10 de maio de 1991, encerrando-se assim, definitivamente, esta página da história previdenciária no país. Embora foi criado o INSS que é seu sucessor na busca de novos benefícios para a população no geral.